# Accademia dei Rinnovati della Fenice

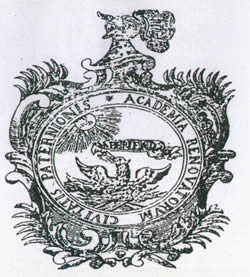
Antico stemma dell'Accademia dei Rinnovati della Fenice

L'Accademia letteraria dei Rinnovati della Fenice fu un'istituzione culturale attiva a Paternò tra la seconda metà del XVII secolo e la fine del XVIII.

## Storia
Le origini di questo istituto vengono fatte risalire al 1575, quando Francesco I Moncada investito molti anni prima del titolo di principe di Paternò, fondò un "liceo" che curò lo studio delle scienze e delle arti liberali. L'accademia fu istituita ufficialmente il 1º gennaio 1634 a Paternò come Accademia La Fenice, da un gruppo di soci facoltosi e acculturati appartenenti al ceto patrizio e borghese della città. Ebbe sede al Convento dei Padri Domenicani in piazza Canali.
L'istituto si occupò di arte letteraria e filodrammatica, e produsse a grandi intervalli di tempo (1650, 1705, 1793) alcune raccolte di componimenti poetici. L'attività dell'accademia fu temporaneamente sospesa dopo il terremoto del 1693, e nel corso degli anni varie denominazioni: Collegio dei rinnovati (1647); Fenicia Rediviva (1704); Accademia dei Rinnovati (1768); e Accademia dei Rinnovati della Fenice (1793).
Di questa accademia fecero parte laici (notai, medici fisici, letterati, giudici, docenti universitari) ed ecclesiastici, ed i soci erano 105 complessivamente, di cui circa tre quarti paternesi e un quarto da altre città e comuni della Sicilia. I capitoli dei suoi regolamenti erano 15 e furono confermati dal viceré Ferdinando Afán di Alcalá, dal Presidente del Regno il principe Luigi Guglielmo I Moncada, e dal vescovo di Catania Innocenzo Massimo.
Non risultano documentazioni storiche sull'accademia risalenti alla fine del XVIII secolo.